# Кладє (Гореня вас-Поляне)
Кладє (словен. Kladje) — поселення в общині Гореня вас-Поляне, Горенський регіон, Словенія. Висота над рівнем моря: 774 м.